# Гуле
Гуле (фр. Goulet) је насељено место у Француској у региону Доња Нормандија, у департману Орн.
По подацима из 2011. године у општини је живело 385 становника, а густина насељености је износила 41,4 становника/km².

## Демографија
| 1962. | 1968. | 1975. | 1982. | 1990. | 2011. |
| ----- | ----- | ----- | ----- | ----- | ----- |
| 288   | 290   | 305   | 293   | 307   | 385   |